# Pontlliw
Pontlliw est un village de la communauté de Pontlliw and Tircoed dans le centre du Pays de Galles, près de la ville de Pontarddulais.
Sa population était de 1 645 habitants en 2011.